# Rue de Saint-Cloud
Pour l’article homonyme, voir Rue de Saint-Cloud (Ville-d'Avray).
La rue de Saint-Cloud est une voie publique de la commune de Suresnes, dans le département français des Hauts-de-Seine.

## Situation et accès

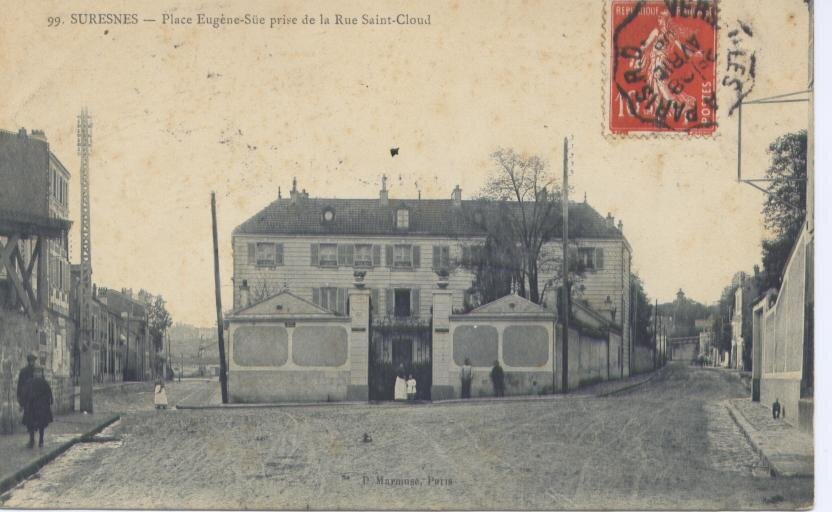
La place Eugène-Sue vue de la rue de Saint-Cloud sur une carte postale ancienne.

Orientée du nord au sud, elle commence son parcours boulevard Henri-Sellier et se termine place Eugène-Sue, anciennement carrefour de la Croix-du-Coin, renommé pour rendre hommage au fils du chirurgien Jean-Joseph Sue, qui y vécut.
La rue de Saint-Cloud est accessible par la gare de Suresnes-Longchamp (ligne 2 du tramway d'Île-de-France) et par la gare de Suresnes-Mont-Valérien (ligne L et ligne U du Transilien).

## Origine du nom
Cette rue tient son nom de la commune de Saint-Cloud, vers laquelle elle se dirige.

## Historique

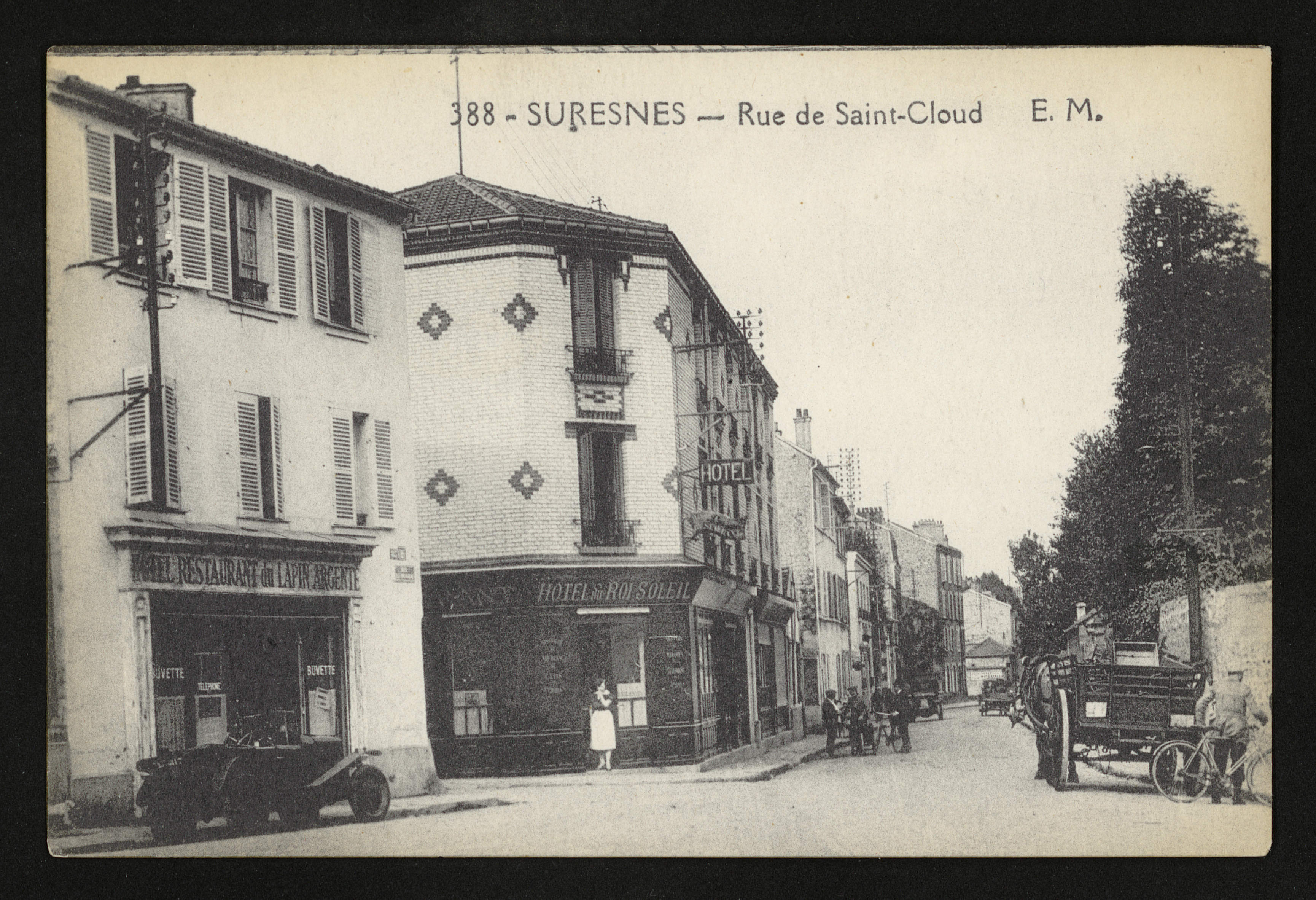
Carte postale ancienne, rue de Saint-Cloud.

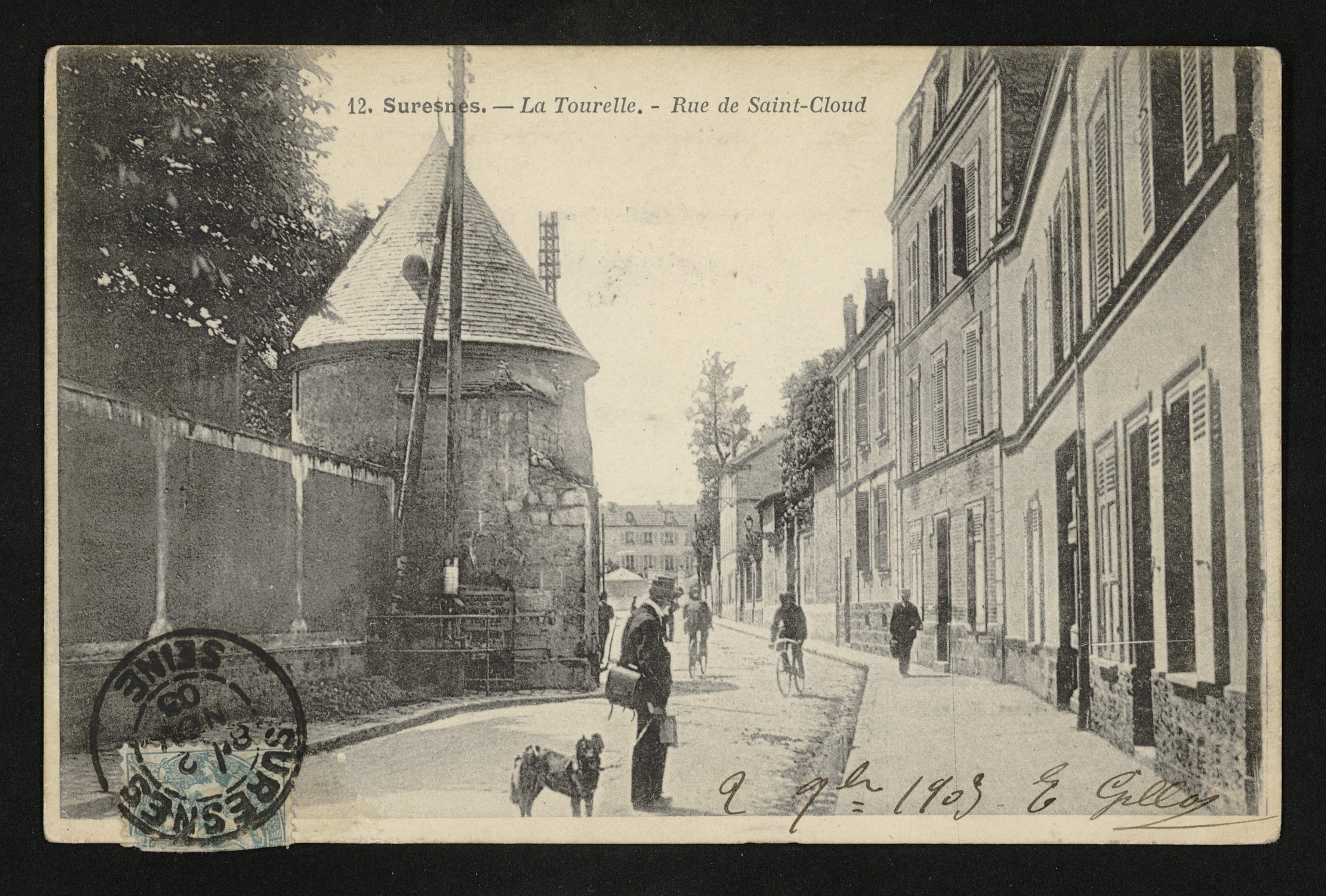
La rue de Saint-Cloud et la tourelle.

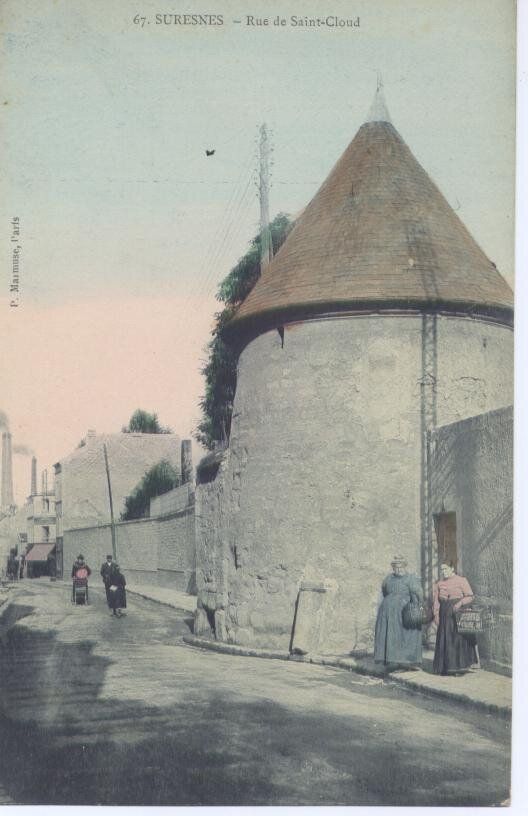
Autre vue de la tourelle.

Il s'agit historiquement de la limite sud du village de Suresnes. Avec l'actuelle rue de la République, elle formait la « sente qui conduit de Saint-Cloud à Suresnes ». Le cardinal Pierre de Gondi, dans un acte de donation en date du dimanche 1er juillet 1607, affirme que les chemins qui vont de la source des Vaux-d'Or à la tourelle de la porte de Saint-Cloud appartiennent à la seigneurie de Saint-Cloud. Il avait par ailleurs autorisé Albin Ducarnoy, orfèvre et valet de chambre d'Henri IV, et Aubéry, conseiller du roi, à acheter deux propriétés mitoyennes longeant la rue de Saint-Cloud, respectivement le château de la Source et le château de Suresnes (pour la distinction entre ces deux sites, voir infra). Chacun fait aménager une arrivée d'eau depuis la source des Vaux-d'Or, située sur les coteaux du mont Valérien, à la frontière avec la commune de Saint-Cloud.
Aux XVIIe – XVIIIe siècles, autour du petit village de Suresnes, de riches propriétaires parisiens s'étaient en effet fait construire des villégiatures dotées de vastes jardins. Elles disparaissent au XIXe siècle, absorbées lors de la révolution industrielle et de l'urbanisation qui s'ensuit. Le parc du Château, accessible depuis la rue de Saint-Cloud, est un rare témoin de cette époque. À la fin du XVIIIe siècle, le parfumeur Jean-Louis Fargeon, qui fournit la reine Marie-Antoinette, installe son atelier dans un hangar de la rue de Saint-Cloud, près du château de la Source,.
En 1793, durant la Terreur, afin de supprimer toute référence à la féodalité, de même que certaines communes changèrent de noms, des rues de Suresnes sont rebaptisées : la rue de Saint-Cloud devient ainsi brièvement la rue Brutus.
Depuis la fortification de Suresnes en 1569-1570, dans le contexte des guerres de religion, la rue est l'une des six portes d'entrée et de sortie du village, une tourelle étant aussi aménagée. Cette petite tour marque aussi la limite du terrain du château de la Source et du château de Suresnes, côté Seine. Après un usage défensif, elle fut aussi utilisée comme réservoir d'eau potable, alimenté par la source des Vaux-d'Or. Elle est démolie en 1907 car la municipalité considérait qu'elle obstruait la circulation dans la rue. Une réplique est toutefois construite aux frais de la mairie dans la propriété du château de Suresnes. Sa disparition permet alors à l'eau de la source de s'écouler jusqu'au parc du domaine, reconverti en maison de santé sous la direction du docteur Valentin Magnan depuis 1875. C'est l'actuel parc du Château. Lors de la crue de la Seine de 1910, la source est rendue accessible aux Suresnois en manque d'eau potable ; elle disparaît en 1975.
En 1823-1824, alors que les rues de Suresnes sont dans un état lamentable, notamment à cause des eaux stagnantes, le pavage de la rue de Saint-Cloud est décidé. La princesse de Vaudemont et M. Lebat, propriétaires riverains, participent aux frais à hauteur de 600 francs. Cela n'est cependant pas suffisant et la communauté villageoise doit supporter de nouvelles charges.
Avant le réaménagement de l'entrée du pont de Suresnes à l'entrée du boulevard de Versailles (actuellement Henri-Sellier), le tracé de la rue de Saint-Cloud continuait jusqu'au croisement avec l'ancienne rue du Pont et la rue Étienne-Dolet, où elle était prolongée par la rue des Bourets.
Pendant la Seconde Guerre mondiale, le 4 avril 1943, l'aviation alliée vise des DCA installés sur l'hippodrome de Longchamp voisin ; deux bombes tombent entre la maison de santé et la rue de Saint-Cloud.

## Bâtiments remarquables et lieux de mémoire
- Au no 7 se trouvait autrefois une fabrique de distributeurs d'essence.
- no 21 : maison familiale du général Gustave Paul Cluseret (1823-1900), natif de Suresnes, qui y passe sa jeunesse et y revient en 1868, s'expatriant l'année suivante à cause de ses activités révolutionnaires. En 1869 en effet, la Sûreté générale tente de l'expulser manu militari de son domicile, prétextant son obtention, des années plus tôt, de la nationalité américaine. La maison familiale est détruite en 2017[15],[16],[17],[18].

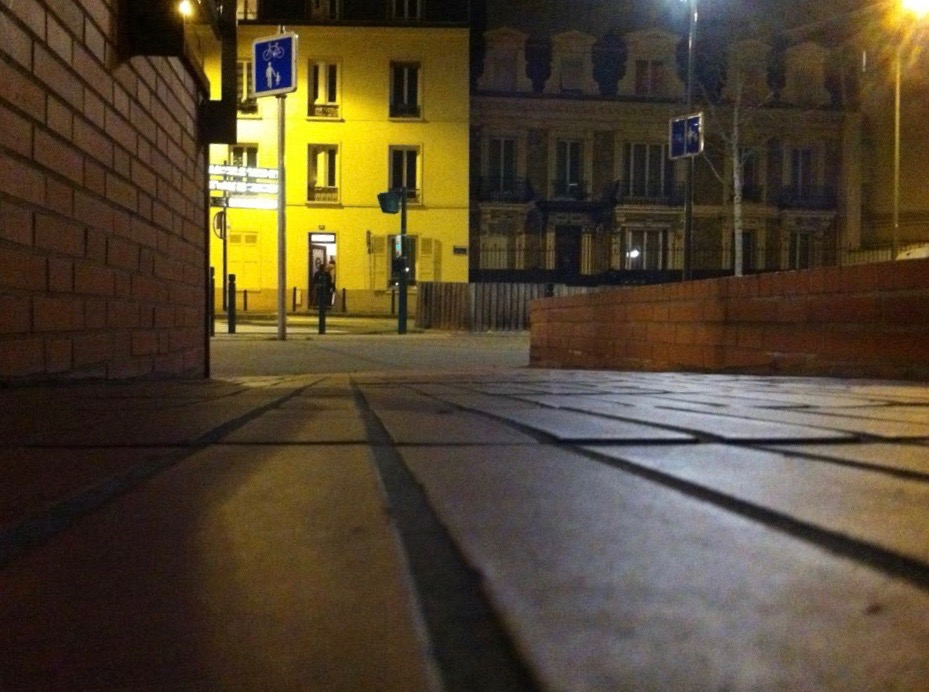
Maisons rue de Saint-Cloud, en 2011.
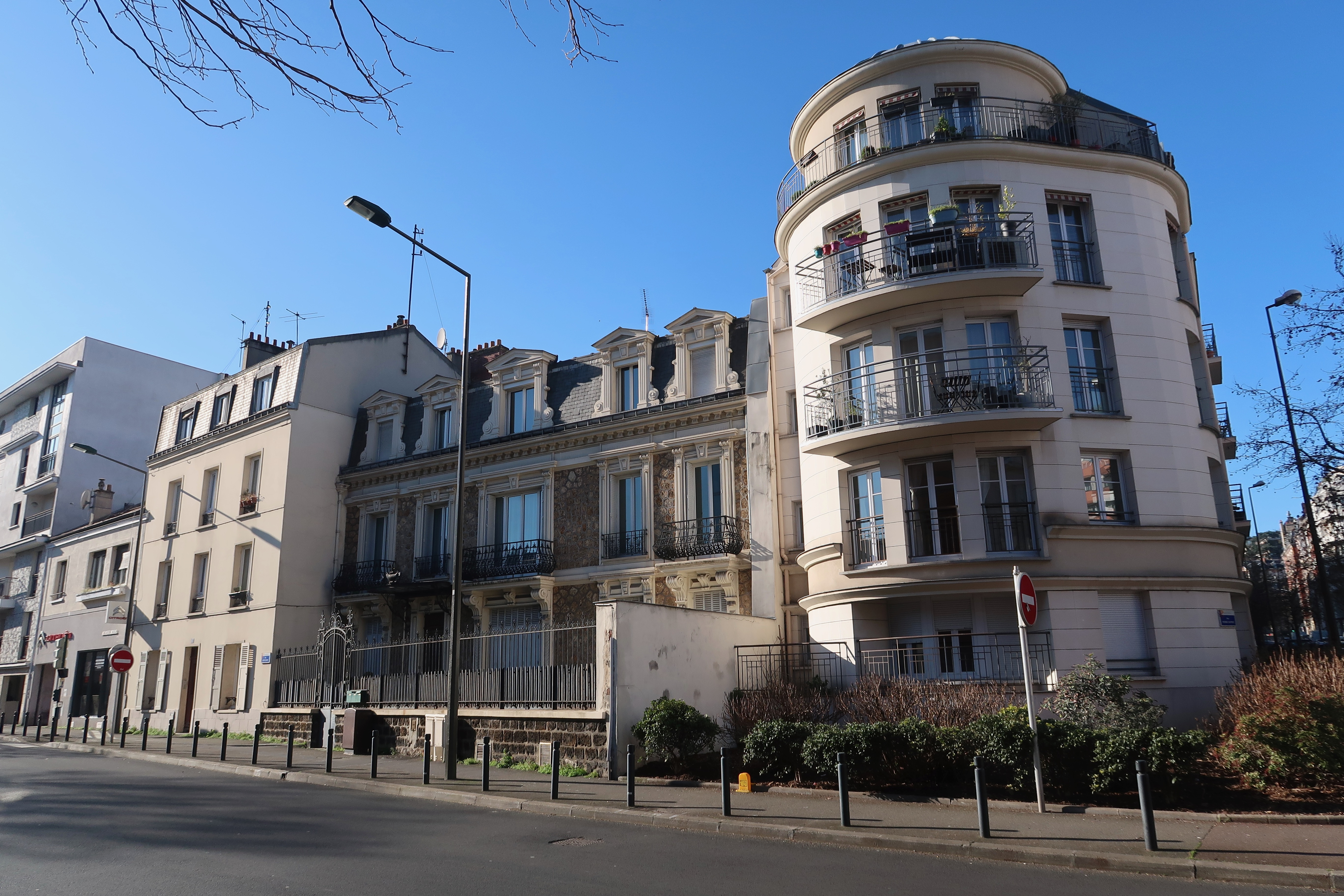
Maisons et immeubles en 2020.
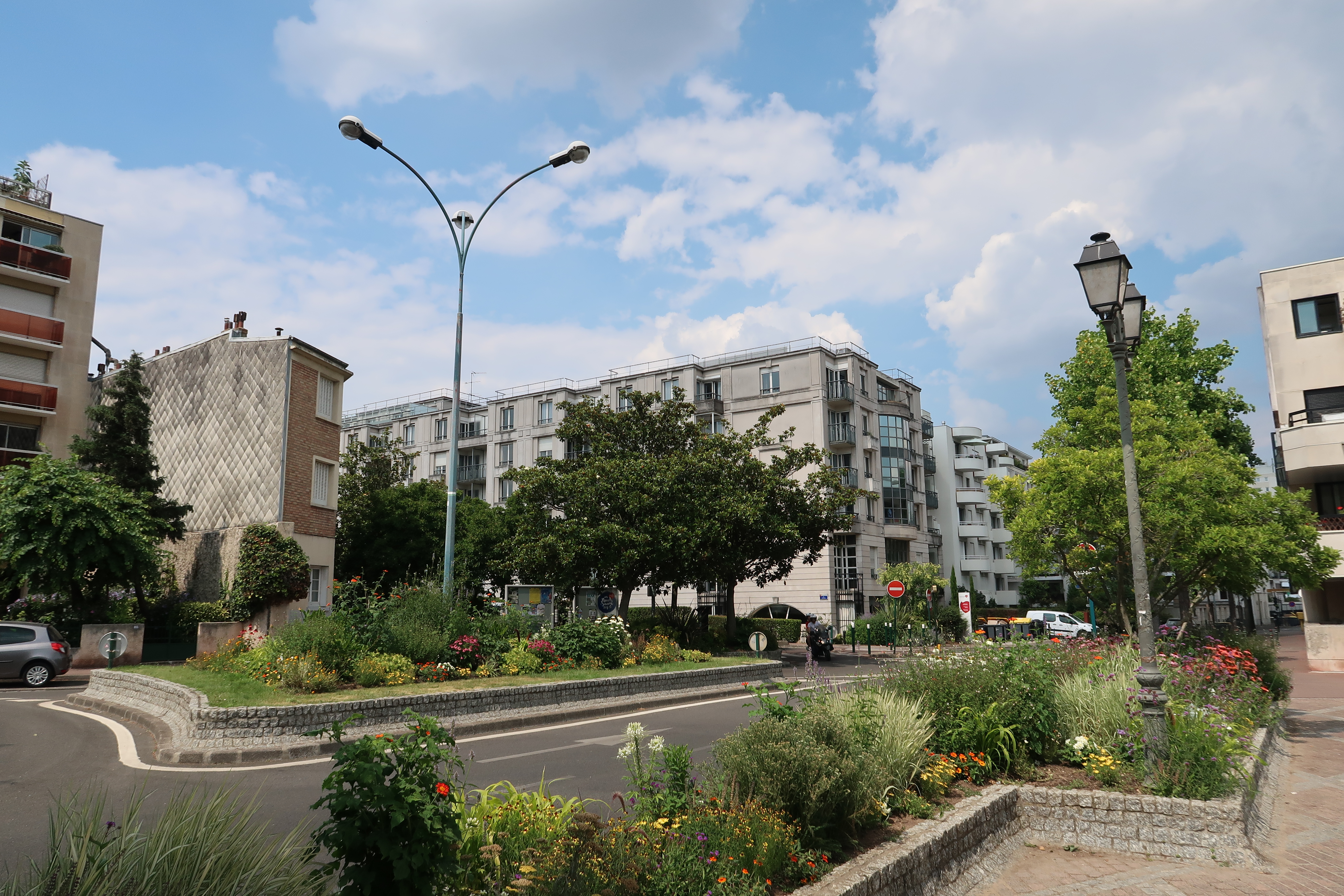
Croisement avec la rue Chevreul.

### Les deux châteaux
- Le château de la Source et le château de Suresnes étaient deux propriétés mitoyennes construites sous l'Ancien Régime, entre la rue de Saint-Cloud et les quais de Seine. En descendant la voie à partir de l'actuel boulevard Henri-Sellier, le premier se trouvait immédiatement sur la gauche, et le second plus loin, au niveau de l'actuel parc du Château[2].

#### Château de la Source puis usine Coty

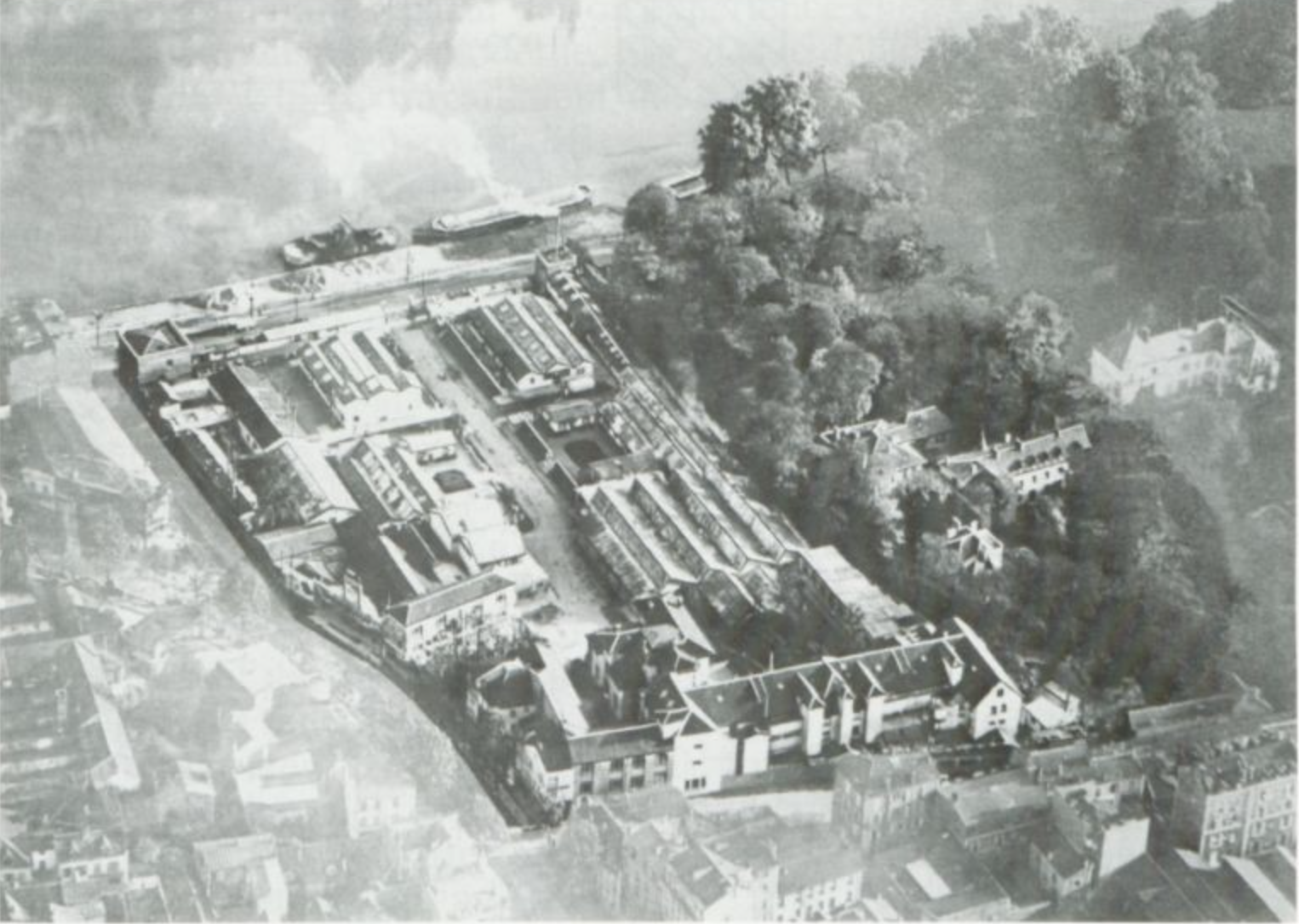
L'usine Coty en 1927. À droite, la fondation Magnan. En arrière-plan, la Seine.

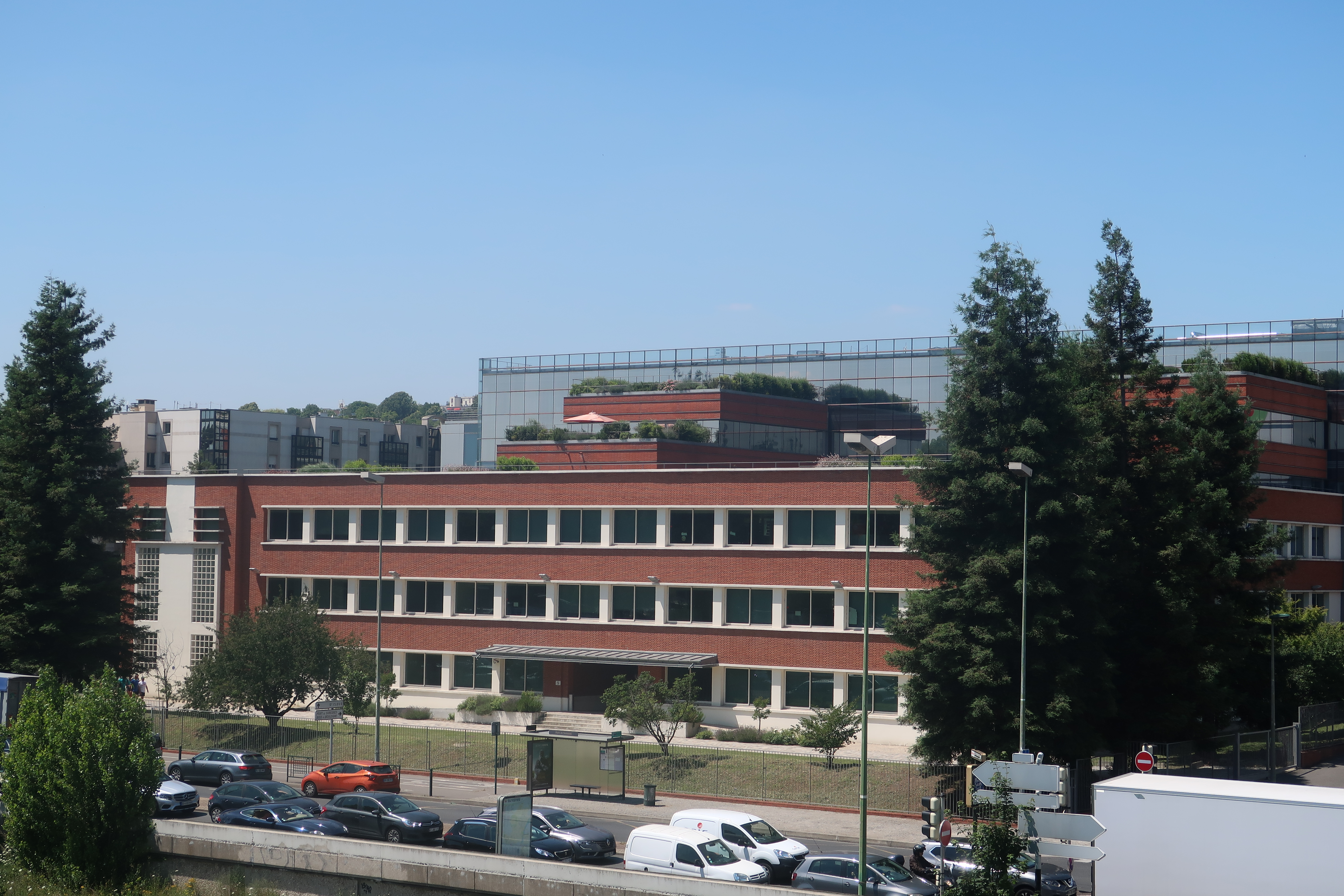
Bâtiments de l'ancienne usine Coty, côté quai.

L'ancienne usine du parfumeur François Coty est érigée sur la parcelle la plus septentrionale comprise entre le quai Léon-Blum et la rue de Saint-Cloud. Sur le site s'élevait à l'origine le château de la Source, propriété aristocratique qui prendra ce nom par la suite. Au départ, explique l'historien de Suresnes René Sordes, elle ne présente « qu'un caractère des plus modestes, entourées de haies souvent en mauvais état ». Rattachée à la commune en 1659, elle est acquise par Albin Ducarnoy, orfèvre et valet de chambre du roi Henri IV. Bien qu'il n'existe aucune certitude sur le lieu exact, c'est probablement là que se déroulèrent en 1593 les conférences de négociation dites de Suresnes entre catholiques et protestants qui participèrent à mettre fin aux guerres de religion,. Elle passe ensuite entre les mains du secrétaire du roi Louis XIV Toussaint-Rose. Les propriétaires suivants sont le marchand Charles Hurton et le procureur à la Cour des comptes Gille de Ganeau, le maréchal de camp Charles Skelton, le procureur à la Cour Horri puis Marie-Anne de Turmenys, qui le donne en 1756 au comte de Somery. L'année suivante, celui-ci fait de même pour Marie-Anne de Montmorency, qui y réside vingt-trois années. Sa sœur lui succède en 1780 puis le capitaine aux gardes françaises Claude-Palamède-Antoine de Thelis, contre 40 000 livres. Outre la bâtisse, il y a alors un jardin et une glacière. Au milieu des années 1790, le château est loué par Mme Villars-Branca, qui a ses entrées dans le monde politique. Après 1803, la princesse de Vaudémont rattache un temps ce domaine à son château de Suresnes mitoyen. En 1832, M. Delagoutte y crée une institution pour accueillir les enfants en sevrage. Durant la guerre franco-prussienne de 1870, le château est occupé par l'armée française. À partir de 1873, le propriétaire du château de la Source est le magistrat Henri Baillière, par ailleurs auteur de l'ouvrage Autour d'une source (1900), au sujet de l'histoire de la source des Vaux-d'Or et de la tourelle. Au début de la première décennie du XXe siècle, il vend son château à Coty,,,.
Créée dans la première partie des années 1900, l'usine Coty accueille la « Cité des parfums » d'où sortiront de nombreuses fragrances de la marque. C'était l'une des premières à employer massivement des femmes (jusqu'à 4000 ouvrières) et à leur offrir des avantages novateurs, notamment des services de garde d'enfants. L'usine est plus tard reconstruite, dotée d'immeubles en brique rouge, depuis inscrits au titre des monuments historiques. Ils sont réhabilités en 2001-2003, augmentés d'édifices en verre. Les bas-reliefs de deux fontaines de l'ancienne usine Coty (elles, disparues), figurant des femmes autour d’un brûle-parfum, sont restaurées en 2016 puis installées dans le parc du Château, un peu plus au sud ; elles sont l'œuvre du sculpteur André Augustin Sallé, reproduisant un motif de René Lalique. Après Coty, le site a accueilli une usine Agfa-Gevaert, le siège du groupe de conseil en communication Havas puis celui du groupe agroalimentaire Bel.

#### Château de Suresnes puis parc du Château
Ce parc dépendait de l'ancien château de Suresnes, appelé aussi « château de Bel-Air », détruit en 1986,. Ouvert en 1988, le parc borde à l'est le quai Léon-Blum, le long de la Seine, mais aucun accès ne s'y trouve ; son entrée se fait depuis la rue de Saint-Cloud et la place Eugène-Sue. Partant de cette place, la rue des Meuniers (anciennement chemin des Meuniers) longe le parc sur son pourtour sud ; cette voie allait autrefois jusqu'au fleuve. Elle est de nos jours poursuivie par la rue du Docteur-Magnan.

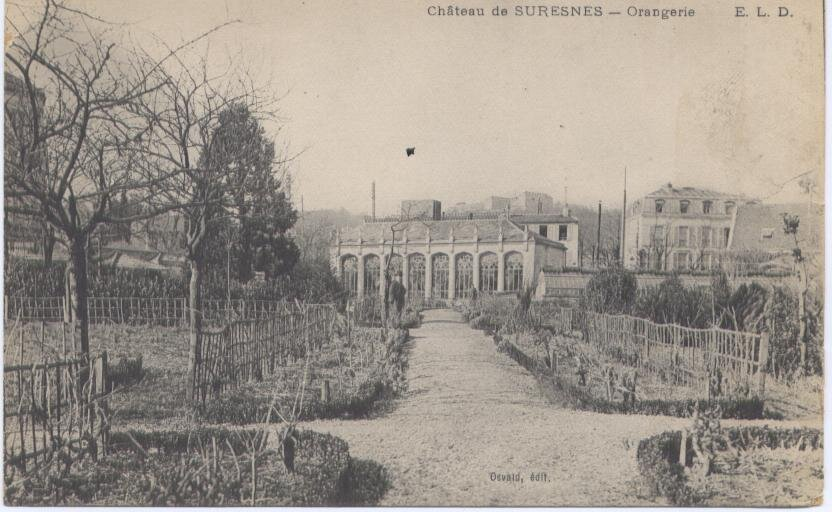
L'orangerie, construite par la princesse de Vaudémont.

Ses origines remontent au début du XVIIe siècle. Il s'agit au départ d'une maison de vigneron, qui compte un pressoir, une étable et un colombier. Le site est acheté en 1638 par André Bourret, trésorier des gardes françaises, qui transforme et agrandit le domaine jusqu'à la Seine. Suivent Louis Verloyer et l'écuyer Henry de Rosnel, le marquis de Jumillac durant trente ans, jusqu'en 1782, après avoir embelli le château, puis le marquis de Chatenay, contre 60 000 livres. L'historien de Suresnes René Sordes décrit à quoi il ressemblait alors, se basant sur le dernier acte de vente de l'époque : « Une grande maison avec ailes, de vastes jardins, des parterres fleuris, bois de haute futaie, grandes allées ornées de statues de pierre, de vases de faïence et jouissant, outre d'une glacière, de la moitié des eaux de la source des "Vaux d'Or" ». Acquis en 1788 par l'homme politique Étienne Clavière, devenu propriété de l'État après son suicide, il appartient à partir de 1796 à Paul Barras, qui y reçoit notamment Napoléon Bonaparte et son épouse Joséphine sous le Directoire. Il le revend dès 1797 aux frères Chevalier. La princesse de Vaudémont l'achète en 1803 à un nommé Michel, « ancien avoué à Paris ». Très riche, elle agrandit le site et fait aménager un parc à l'anglaise, doté d'une volière. Le château change de propriétaire en 1834. En 1844, il échoit à l'entrepreneur en éclairage Louis-Marc Chabrier, propriétaire du théâtre des Variétés (Paris) ; sa fille épouse Gustave Gallimard, grand-père de Gaston Gallimard,,,,.
En 1875, le docteur Valentin Magnan, aidé de confrères, y crée une « maison de santé, de repos et de régimes ». C'est dans cet établissement qu'Adèle Hugo, seconde fille de l'écrivain Victor Hugo, est internée en 1885. Elle loge dans un chalet situé au sud du château. Elle y meurt en 1915. Outre ce chalet, plusieurs pavillons sont érigés autour de la bâtisse principale jusqu'en 1935, pour les hommes, les femmes, les « agités », etc. Elliott Bulloch Roosevelt (en), frère du président américain, y fait aussi un séjour de quelques mois. Le château est désaffecté en 1960 et la fondation Magnan disparaît en 1975,,,,.
Le château et ses pavillons sont vendus à un groupe immobilier, tandis que le parc est acquis gratuitement par la municipalité de Suresnes en 1986. Les bâtiments sont détruits, remplacés par un lotissement immobilier (quadrilatère compris entre le quai, l'allée de Longchamp et la rue de Saint-Cloud). Le parc est pour sa part réaménagé façon XIXe siècle et officiellement ouvert au public en 1988 par le maire Christian Dupuy sous le nom de « parc du Château ». Plusieurs aménagements sont par la suite réalisés : installation d'une volière en 2004, d'un espace de jeux de ballon en 2005 et d'un potager médiéval en 2006,,,,.

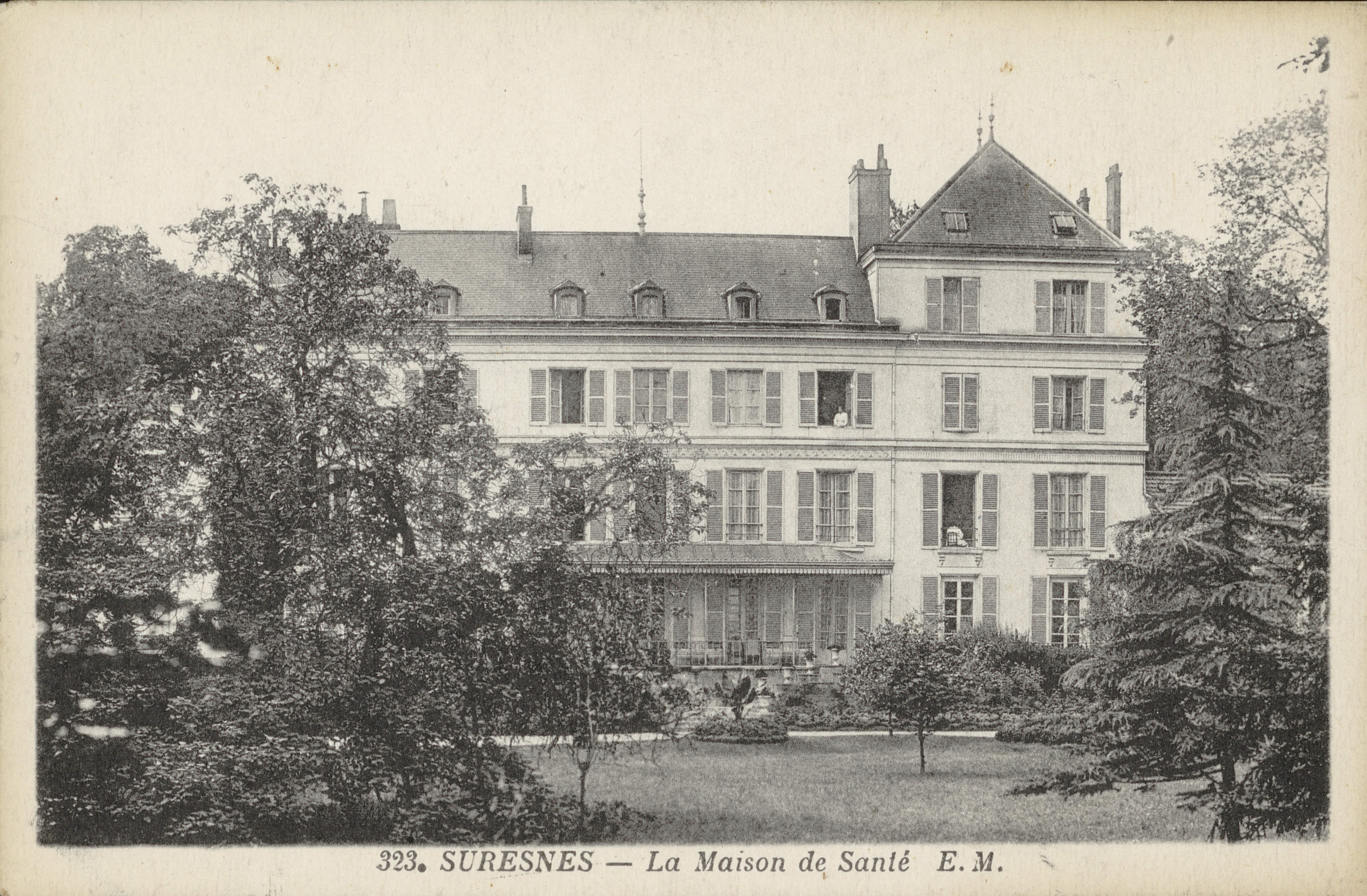
La maison de santé sur une carte postale ancienne.
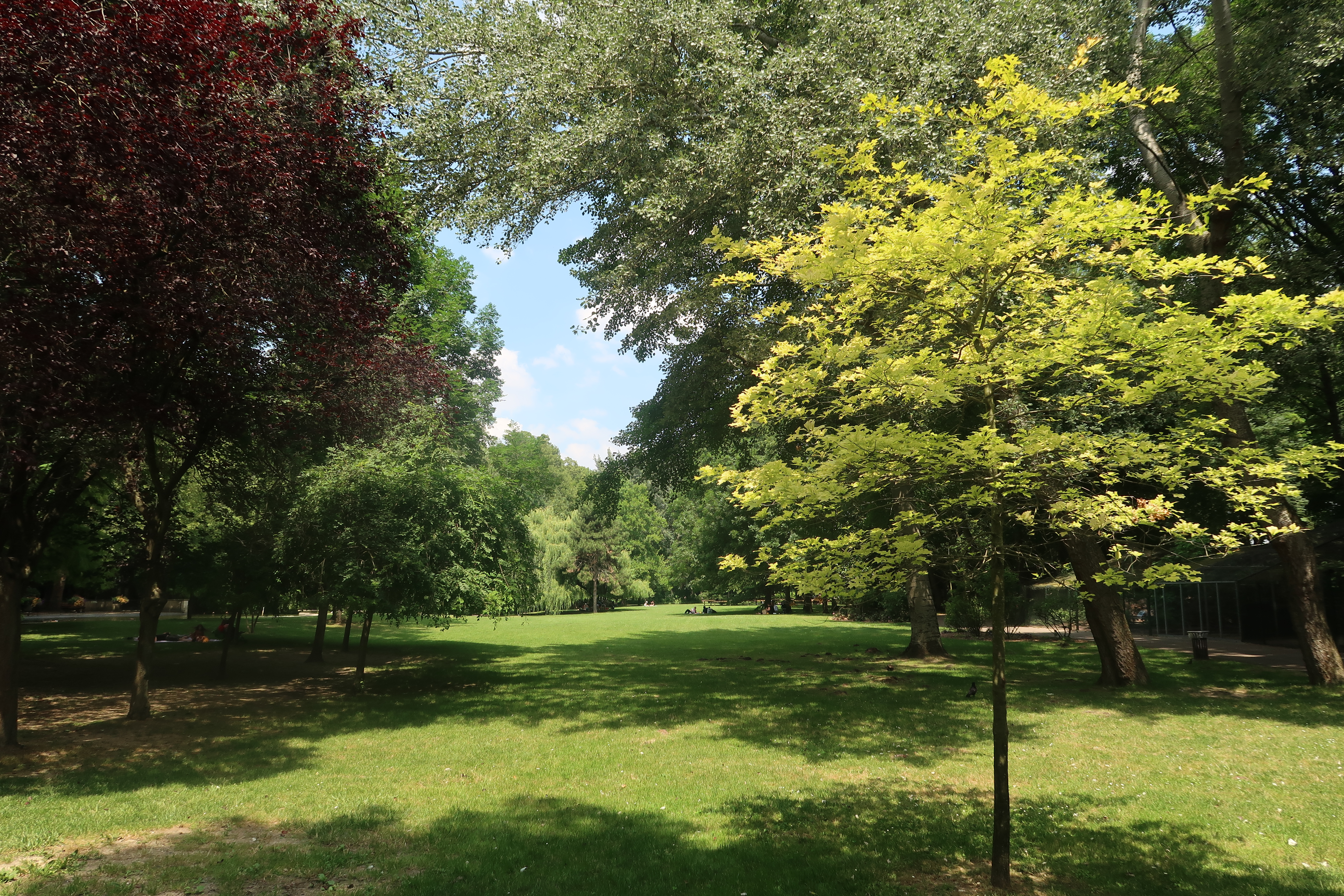
Le parc.
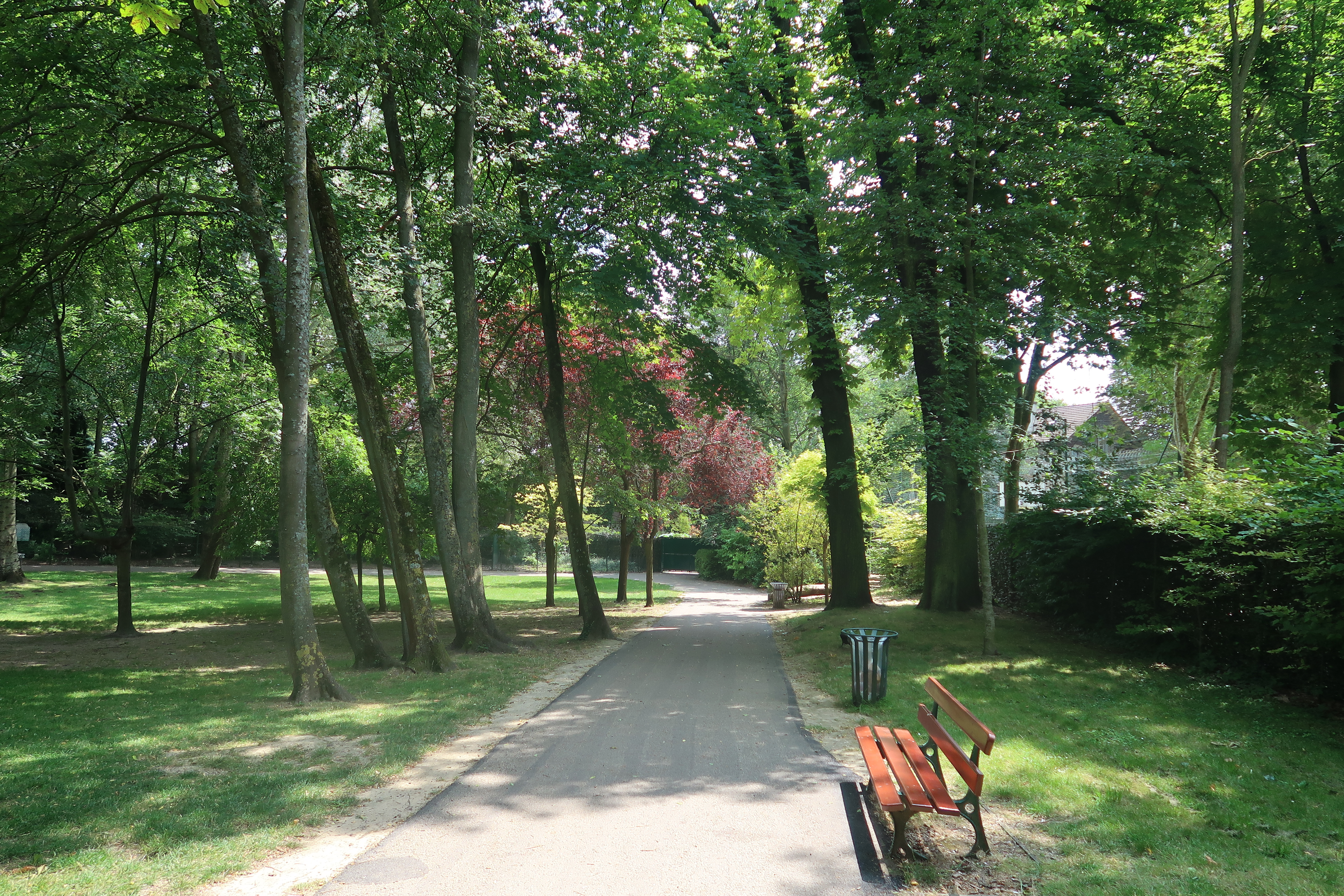
Allée.
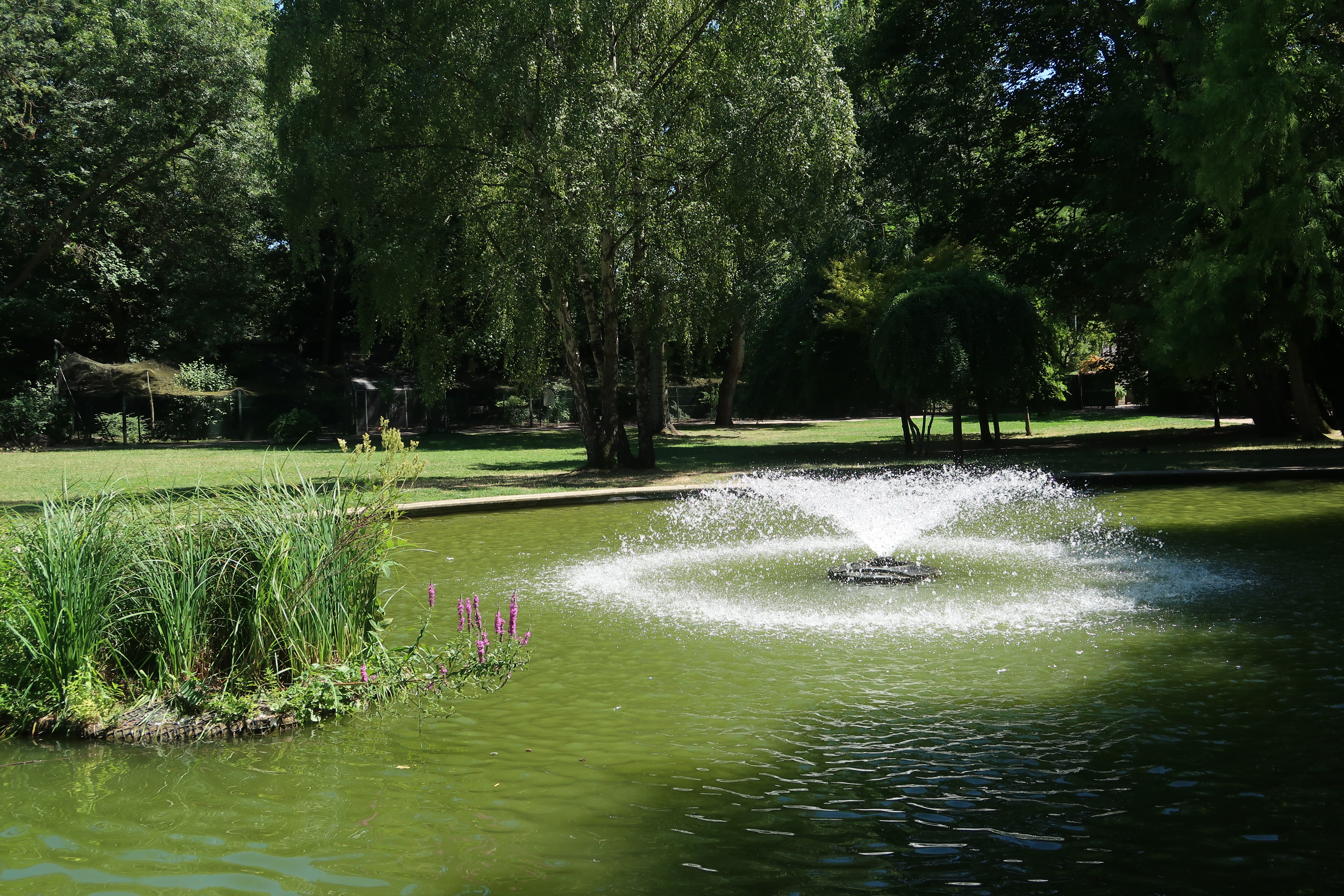
Étang.